# Воропаєв Василь Миколайович
Васи́ль Микола́йович Воропа́єв (нар. 1 січня 1913 — 16 грудня 1981) — радянський військовий льотчик часів Другої світової війни, майор. Герой Радянського Союзу (1944).

## Біографія
Народився 1 січня 1913 року в місті Севастополі в родині робітника. Росіянин. Закінчив 6 класів.
До лав РСЧА призваний у 1934 році. У 1936 році закінчив Ворошиловградську військову авіаційну школу пілотів. Військову службу проходив як пілот 250-го важкого бомбардувального авіаційного полку 50-ї авіаційної дивізії на літаку ТБ-3. У 1939 році брав участь у боях на річці Халхин-Гол.
Член ВКП(б) з 1941 року. Учасник німецько-радянської війни з серпня 1941 року. Виконував бойові завдання з доправлення вантажів оточеним 6-й і 12-й арміям Південно-Західного фронту, здійснював нічні бомбардування ворожих колон, переправ і військових об'єктів в районі Києва, Черкас, Дніпропетровська, Знам'янки, Каховки.
У квітні 1942 року 250-й вбап був включений до складу авіації далекої дії й отримав назву 250-го авіаційного полку далекої дії 62-ї АД ДД, а лейтенант Воропаєв В. М. став командиром корабля.
У серпні 1942 року полк був перетворений у 4-й гвардійський авіаційний полк далекої дії, а у вересні того ж року переозброєний на літаки Лі-2.
Всього за роки війни командир ескадрильї 220-го гвардійського бомбардувального авіаційного полку гвардії капітан В. М. Воропаєв здійснив 271 нічний бойовий виліт, загальний наліт — 2365 годин.
По закінченні війни продовжував військову службу в частинах ВПС СРСР. У 1953 поці у званні майора вийшов у запас.
Мешкав у Вінниці. Помер 16 грудня 1981 року. Похований на Центральному цвинтарі міста.

## Нагороди
Указом Президії Верховної Ради СРСР від 13 березня 1944 року за мужність і відвагу, виявлені у боях з німецько-фашистськими загарбниками, гвардії капітану Воропаєву Василю Миколайовичу присвоєне звання Героя Радянського Союзу з врученням ордена Леніна і медалі «Золота Зірка» (№ 3374).
Також нагороджений орденами Червоного Прапора (18.08.1942), Вітчизняної війни 1-го ступеня (20.07.1945), двома орденами Червоної Зірки (24.02.1942, …) і медалями.